# Jean-Jacques-François Millanois

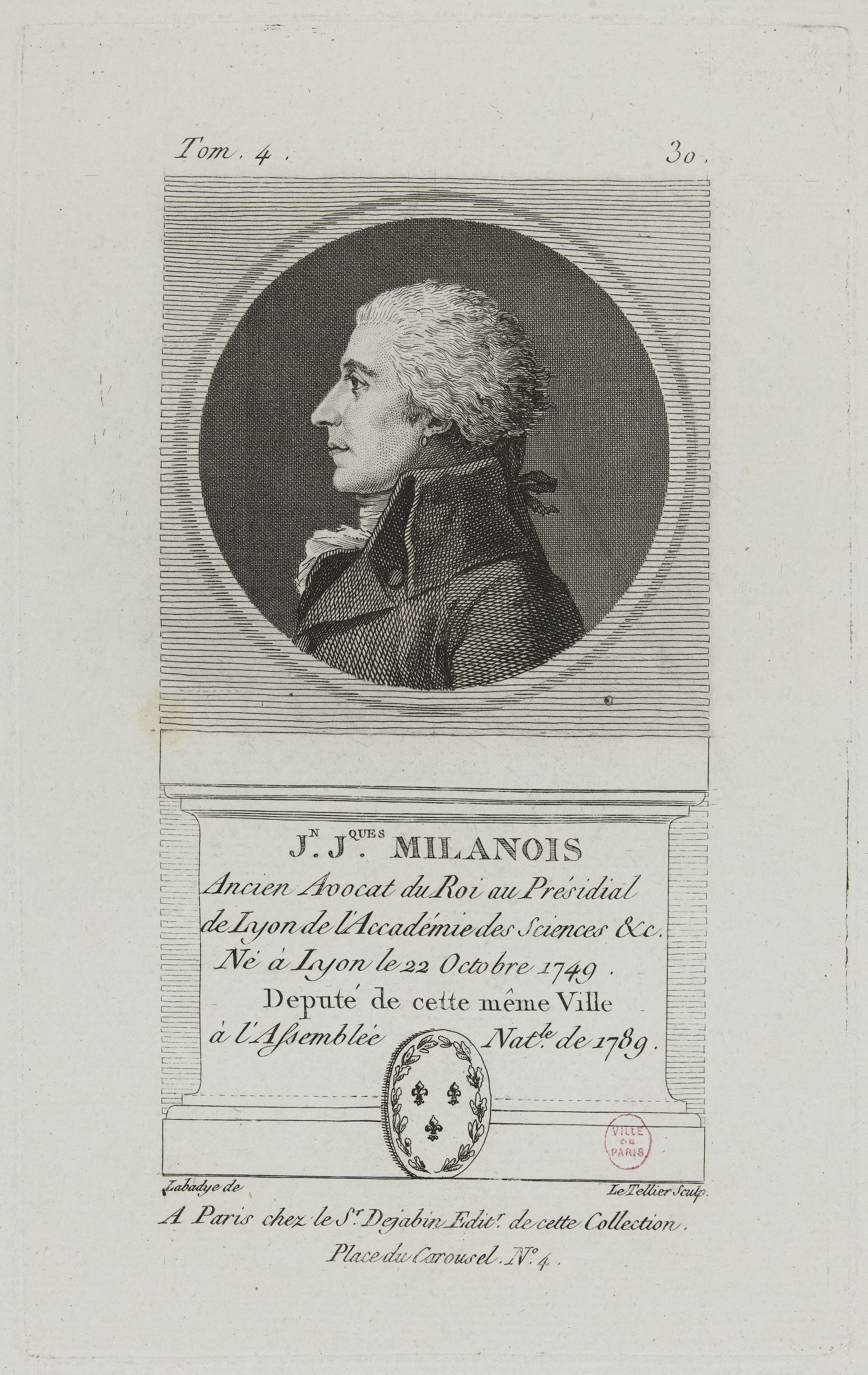
Jean Jacques Milanois.

Jean-Jacques-François Millanois, né le 22 octobre 1749 à Lyon et mort le 28 octobre 1793, à Lyon, est un homme politique français.

## Biographie
Ses parents sont des bourgeois de Lyon, il nait dans une famille de treize enfants.
Jean Jacques suit des études de droit et achète en 1771 une charge d'avocat du roi en la sénéchaussée et siège présidial de Lyon. Il est reçu premier avocat le 14 février 1772.
Le 28 janvier 1777, il est élu membre de l'académie des Sciences, Belles-Lettres et Arts de Lyon. Il en est le directeur en 1782.
Franc-maçon, il fait partie de la Loge de la Bienfaisance. Fidèle de Jean-Baptiste Willermoz au Rite écossais rectifié, CBCS avec le nom d'ordre d'Eques a Quatuor Palis le 18 décembre 1781, Grand Profès, il est cité comme martiniste par Auguste Viatte,. Il s'intéresse au magnétisme animal.
En 1787, il siège à l'assemblée provinciale et représente le Tiers état pour la ville de Lyon et le Franc-Lyonnais. Le 30 mars 1789, il est député du Tiers-état aux États généraux de 1789, puis en 1790 et 1791, député de la Constituante.
Il est adjoint au doyen des communes, prête le serment du Jeu de paume, fait partie du comité de liquidation, et vote constamment avec la majorité en faveur des réformes.
En 1793 durant le siège de Lyon, il est lieutenant-colonel et inspecteur d'artillerie. Il est arrêté le 9 octobre, est traduit devant la commission militaire révolutionnaire, et condamné comme contre-révolutionnaire. Il est fusillé place des Terreaux, à Lyon, le 28 octobre 1793.

## Sources
- « Jean-Jacques-François Millanois », dans Adolphe Robert et Gaston Cougny, Dictionnaire des parlementaires français, Edgar Bourloton, 1889-1891 [détail de l’édition]
- Maryannick Lavigne-Louis et Dominique Saint-Pierre (dir.), « MILLANOIS Jean-Jacques », dans Dictionnaire historique des Académiciens de Lyon : 1700-2016, éd. ASBLA de Lyon, mars 2017, 1369 p. (ISBN 978-2-9559-4330-4, présentation en ligne), p. 880-882.